# Kárahnjúkar
Kárahnjúkar is de naam van twee IJslandse bergen in het hoogland ten noorden van de Vatnajökull gletsjer, met een hoogte van 838 en 760 meter, waar de Kárahnjúkavirkjun waterkrachtcentrale is gebouwd. De stroom wordt gebruikt voor de Fjarðaál aluminiumsmelter in Reyðarfjörður.
Het bouwproject was het grootste in zijn soort in IJsland. Het is begin 2003 van start gegaan en duurde circa 6 jaar. Het project bestaat uit vijf grote dammen, waarvan de grootste, de Kárahnjúkastífla-dam, 193 meter hoog en 730 meter lang is. De gletsjerrivieren Jökulsá í Fljótsdal en Jökulsá á Dal, die beide hun oorsprong in de ijskap van het noordoostelijke deel van de Vatnajökull hebben, zijn afgedamd waarbij het 57 km² grote Hálslón-reservoir is ontstaan. Dit reservoir maakt het mogelijk om een maximale waterstroom van 110 m³/s te genereren. Het geïnstalleerde elektrisch vermogen is 690 MW en de jaarlijkse productie bedraagt rond de 4600 GWh.

De bouw heeft protesten opgeroepen. Zo is ongerepte natuur vernietigd, waaronder een vlakte waar rendieren de winter doorbrengen, en zijn er enkele grote watervallen onder het water verdwenen. Ook artefacten van archeologische oorsprong zijn verloren gegaan.